# Lille
Lille (nizozemski: Rijsel) je grad na sjeveru Francuske, u srcu prostrane ravnice nedaleko od belgijske granice, usred široke zone urbanih naselja. Trgovačko središte s mnogo glasovitih tekstilnih tvornica, Lille je i sjedište poznatog sveučilišta.
Lille je, sa svojih 226.000 stanovnika, najveći grad u svom okružju. Njegova aglomeracija ima oko 1,1 milijuna stanovnika.
Njegovo ime je starofrancuskog podrijetla od riječi L’Isle, kao na flamanskom (Ryssel, Rijsel na modernom nizozemskom), što znači otok, vjerojatno zbog toga što je nastao na jednom riječnom otoku.

## Povijest
Prema legendi, Lille je osnovan 640. godine, ali prvi spomen grada datira iz 1066. godine. Taj prostor su u to doba kontrolirali grofovi Flandrije. Flandrija je tada bila jedna od gospodarski najrazvijenijih regija Europe. Posebno je bila razvijena trgovina, te su postojali brojni poznati sajmovi. Sajam u Lilleu je s vremenom postao jedan od najvažnijih, te je Lille postao značajan trgovački centar. Nekoliko puta je došlo do sukoba između Flandrije i Francuske, te su između 1304. i 1369. gradom vladali Francuzi. U 16. st. je grad pogodila kuga, ali u to doba jača tekstilna industrija po kojoj Flandrija postaje poznata. Dolazi i do sukoba s protestantima.
Francuski kralj Luj XIV. je 1667. zauzeo Lille koji je Sporazumom iz Aix-la-Chapelle 1668. postao dio Francuske. Do 1670. je francuski arhitekt Vauban sagradio tvrđavu. Tijekom Rata za španjolsko nasljeđe 1709-1713. su gradom vladali Nizozemci. Tijekom Francuske revolucije je pretrpio manje štete, ali su ga 1792. zauzeli Austrijanci koji su vodili intervenciju protiv Revolucije. Tijekom Napoleonove vlasti ponovo jača tekstilna industrija u gradu.
Tijekom 19. st. se grad razvija i povećava se broj stanovnika. 1846. je sagrađena željeznička pruga do Pariza. Tekstilna industrija se modernizira. Od 1896. je Lille prvi grad u Francuskoj koji ima socijalističku vlast. Tijekom Prvog svjetskog rata su njemačke snage razorile i okupirale grad. U Pasteurovom institutu u Lilleu je 1923. otkriveno prvo cjepivo protiv tuberkuloze. Tijekom Drugog svjetskog rata grad su brzo zauzele njemačke snage koje su ga stavile pod vojnu upravu iz Bruxellesa. Nakon rata se industrija modernizira i napušta se ugljen. Nakon otvaranja tunela ispod La Manchea Lille postajevažno prometno čvorište.

## Zemljopis
Lille se nalazi na krajnjem sjeveru Francuske, u neposrednoj blizini granice s Belgijom. Reljef je nizinski. Kroz grad teče rijeka Deûle, te postoji značajna riječna luka. Lille je povezan u konurbaciju s okolnim gradovima Roubaix i Tourcoing. Gravitiraju mu i belgijski gradovi Kortrijk i Tournai.
Klima je umjerena oceanska. Godišnje razlike temperature nisu visoke, a padalina ima dovoljno cijele godine.

## Promet
Lille je jedan od najvažnijih europskih željezničkih čvorišta koje posebno jača nakon otvaranja
tunela ispod La Manchea. Tada postaje čvorište vlakova koji voze između Bruxellesa, Pariza i Londona. Lille je također čvorište vlakova Eurostar koji voze iz Londona prema Amsterdamu i Kölnu. 1983. je u Lilleu otvorena prva automatska linija metroa u svijetu.

## Znamenitosti
Najvažnija je gradska tvrđava (citadela) koju je sagradio poznati graditelj vojnih utvrda Vauban. Tvrđava ima tipičan oblik zvijezde (Vaubanov stil). Grad ima nekoliko poznatih botaničkih vrtova.

## Obrazovanje
- École Centrale de Lille
- EDHEC Business School
- ESME Sudria
- EPITECH
- E-Artsup
- IÉSEG School of Management
- ISEG Marketing & Communication School
- Institut supérieur de gestion
- SKEMA Business School

## Vanjske poveznice
- Službena stranica  Arhivirana inačica izvorne stranice od 9. svibnja 2007. (Wayback Machine) (fr.) (engl.)

### Ostali projekti
|  | Zajednički poslužitelj ima još gradiva o temi Lille |

| Prethodnik: | Europski glavni grad kulture 2004. godine, zajedno sa Genovom | Nasljednik: |
| Graz        | Europski glavni grad kulture 2004. godine, zajedno sa Genovom | Cork        |

|  | Portal Francuske – Pristup člancima s tematikom o Francuskoj. |